# Cheltenham (borough)
Cheltenham – dystrykt w hrabstwie Gloucestershire w Anglii. W 2011 roku dystrykt liczył 115 732  mieszkańców.

## Miasta
- Cheltenham

## Civil parishes
- Charlton Kings, Leckhampton, Prestbury, Swindon i Up Hatherley[3].

## Inne miejscowości
- All Saints, Battledown, Benhall and the Reddings, Charlton Kings, Charlton Park, College, Hesters Way, Lansdown, Leckhampton, Oakley, Park, Pittville, Prestbury, Springbank, St. Mark’s, St. Paul’s, St. Peter’s, Swindon Village, Up Hatherley i Warden Hill[3].